# Тиннонд
Тин, Тиннонд (дав.-гр. Τυννώνδας) — правитель давньогрецького міста Халкіди середини VII ст. до н. е. — початку VI ст. до н. е.
Швидше за все, обіймав посаду архонта.
За повідомленням Плутарха, був обраний евбейцями (тобто не лише халкидянами) посередником у влаштуванні суперечок. Оскільки сам Тиннонд жив в останні роки Лелантської війни — цілком можливо, що йшлося саме про замирення Халкиди та Еретрії (що теж була евбейським містом) і післявоєнне врегулювання.